# 趙世炎
趙 世炎（ちょう せいえん、1901年4月13日 - 1927年7月19日）は、中華民国の革命家。字は琴蓀、号は国富。中国共産党の早期指導者の一人。中国共産党第5回大会で中央委員会委員。中国共産党員として活動したが、国民政府（上海市政府）に捕らえられて殺害された。

## 経歴
1901年4月13日、四川省酉陽直隷州龍潭鎮（現在の重慶市酉陽トゥチャ族ミャオ族自治県）で生まれる。4歳で私塾に入り、日本弘文学院を卒業した陳徳元と四川大学を卒業した李玉昆に師事。1914年、龍潭鎮高級小学を卒業。
1915年、北京高等師範学校付属中学に入学し、陳独秀主催の『新青年』の影響を受けて、新文化運動に参加し、李大釗などと知り合う。1919年、李大釗の紹介で中国少年学会に加入し五四運動に参加、学生会幹事長に就任した。

### 勤工倹学によるフランス留学
1920年5月、五四愛国運動の影響で、留仏勤工倹学運動によってフランスに留学した。当時は第一次世界大戦が終わったばかりで、フランスで職を見つけるのは非常に困難であったたが、8月にはパリ西郊の工業地帯にある鉄工所で働き、製材、槌打ち、荷馬車の荷下ろしなどを行った。1日8時間働き、余暇には『資本論』などのマルクス主義作品を読み、中国の雑誌『少年』に記事を寄稿した。数ヶ月働いた後に職を失い、その後「フランスの進歩的な新聞を読み、ソビエト・ロシアに関する情報を集め、定期的に中国に報告し」、在仏中国人と連絡を取った。
1921年春、張申府・周恩来などと在フランス共産主義者グループを設立し、中国共産党に加入した。1922年、趙世炎と周恩来などは中国少年共産党を創立し、中国共産党中央執行委員会書記を担当し、その後また中国共産党旅欧総支部委員と中国共産党フランス組書記を担当した。

### モスクワに留学
1923年、趙世炎は陳延年、王若飛など12人の青年とともにモスクワ東方労働者共産主義大学に留学した。
李新は『過ぎゆく歳月』の序文でこう語っている：
陳毅を訪ねた。彼は留仏勤工倹学のことをよく覚えていて、とても詳しく話してくれた。また、とても貴重なアドバイスもしてくれた。趙世炎は当時党員でしたが、私たちが逮捕されてリヨンに監禁された後、彼は抜け出してソ連に留学し、逮捕された私たちは中国に護送されました。彼はわが党の有名な殉教者でしたが、私はずっと、彼があのときやったことはよくなかったと思っています。主要な党員が脱走したことは、世間に非常に悪い影響を与えました。

### 中国に帰国
1924年、李大釗の要請に応じて帰国した。中国共産党北京地方執行委員会委員長、中国共産党北方局執行委員会宣伝部部長を歴任した。1925年、「五・三〇事件」が発生し、趙世炎の指導により、各学校の休校、天津日商紗場労働者のストライキ、開灤五鉱山労働者、天津海員、趙各荘砿工人のストライキが発生した。
1926年3月、趙世炎は広東省広州市で開催された第三回全国労働代表大会に出席した。1927年3月21日、趙世炎は上海市と周恩来に派遣されて「上海第三回労働者武装蜂起」を指導して、国民革命軍の北伐に協力します。1927年の「上海クーデター」後、趙世炎は上海市に残して中国共産党の地下活動に従事した。1927年5月、趙世炎は湖北省武漢市で開催された中国共産党第五回全国代表大会に出席し、中央委員に選出された。以後、中国共産党江蘇省委員会常務委員、書記代行、上海総工会委員長を歴任した。1927年7月2日の夜、国民党の警察は裏切り者の省委員会秘書長の供述に基づいて、虹口北四川路志安坊109号で趙世炎を逮捕した。7月19日、趙世炎は上海市楓林橋淞滬警備司令部軍法処の刑場で処刑された。
2009年9月、趙世炎は中国共産党中央宣伝部・中国共産党中央組織部など11部門に「100位為新中国成立作出突出貢献的英雄模範人物」に選出された。

## 作品
- (中国語) 『趙世炎文集』. 北京市: 人民出版社. (2013). ISBN 9787010127149

## 家族
- 父：趙登之
- 妻：夏之栩
- 長男：趙施格
- 次男：趙令超
- 妹：趙君陶 - 夫は李碩勛。子は李鵬、第7代全国人民代表大会常務委員長、第4代国務院総理。